# Kreuzmoos
Kreuzmoos ist der Name eines Naturschutzgebietes, eines Gewanns, eines benachbarten Bauernhofes, eines Wanderheims und eines Baches im Mittleren Schwarzwald. Das Naturschutzgebiet beinhaltet Feuchtwiesen und einen Kleinseggensumpf als östlichster Standort einer vom Aussterben bedrohten subatlantischen Pflanzenart.

## Geographie
Das Naturschutzgebiet Kreuzmoos liegt zwischen dem Schuttertal und dem Tal der Elz, etwa 1,7 km südsüdöstlich des Hünersedels auf dem Gebiet der Gemeinden Freiamt und Gutach im Landkreis Emmendingen in Baden-Württemberg.

## Geologie
Gneise bilden den geologischen Untergrund für dieses Gebiet und liefern damit die mäßig basenreichen Böden.

## Schutzgebiet

### Steckbrief
Das Gebiet wurde per naturschutzrechtlicher Verordnung am 9. Oktober 1986 als Naturschutzgebiet ausgewiesen und wird unter der Schutzgebietsnummer 3.159 beim Regierungspräsidium Freiburg geführt. Es hat eine Fläche von insgesamt 5,4 Hektar und besteht aus zwei Teilflächen. Die nördliche Fläche liegt auf dem Gebiet der Gemeinde Gutach in der Gemarkung Siegelau, die südliche auf dem Gebiet der Gemeinde Freiamt. Das Schutzgebiet ist in die IUCN-Kategorie IV, ein Biotop- und Artenschutzgebiet, eingeordnet. Die WDPA-ID lautet 164257 und entspricht dem europäischen CDDA-Code und der EUNIS-Nummer.

### Schutzzweck
Der Schutzzweck „ist die Erhaltung von stark im Rückgang befindlichen Pflanzengesellschaften mit zahlreichen, sehr seltenen und teilweise vom Aussterben bedrohten Arten.“

### Flora und Fauna

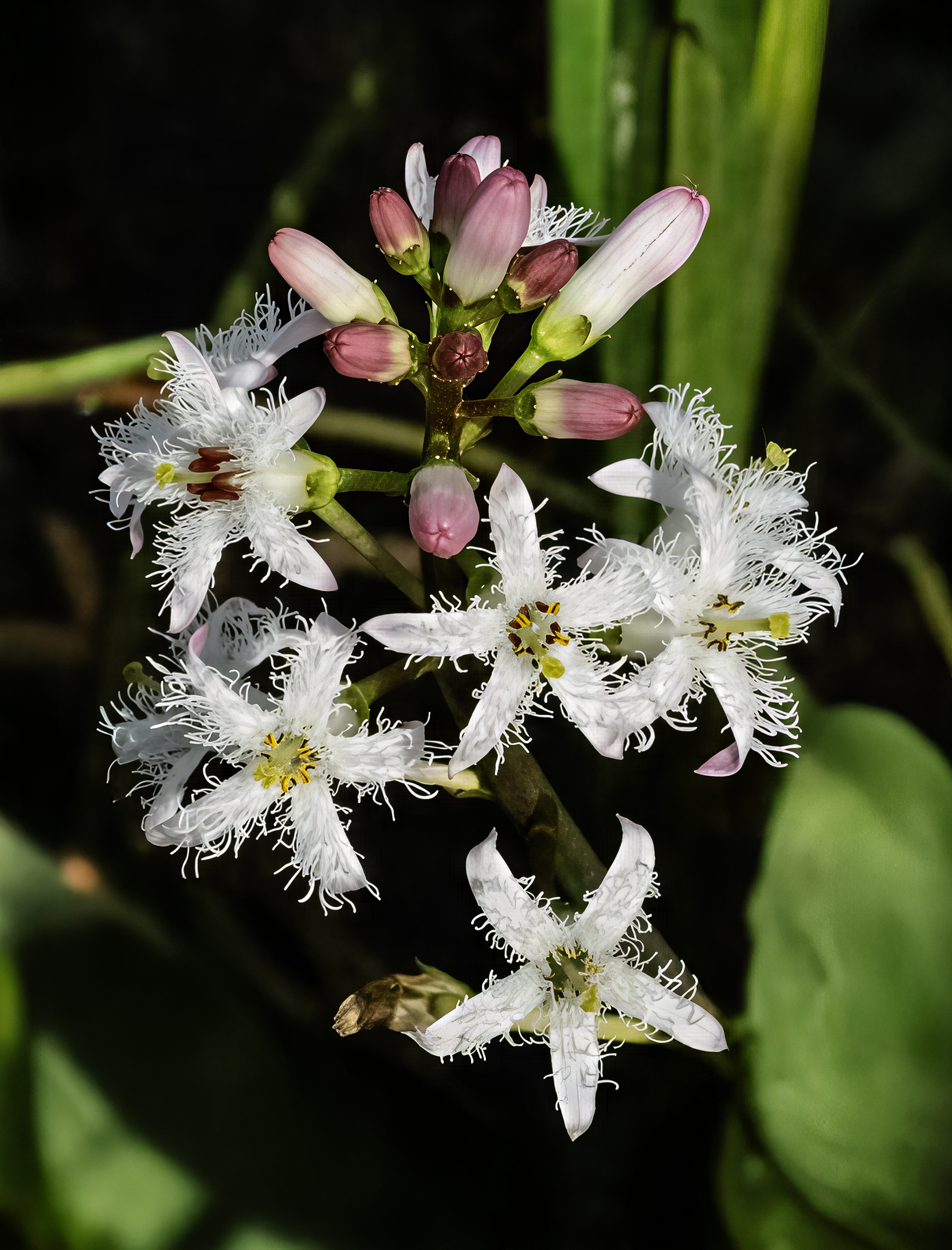
Fieberklee (Menyanthes trifoliata)

Das Gebiet ist charakterisiert durch Niedermoor- und Feuchtwiesenflächen. Niedermoore sind nährstoffreich und bieten hier dem Herzblatt, der in Deutschland stark gefährdeten Floh-Segge, dem Rundblättrigen Sonnentau und der Grünlichen Gelb-Segge ideale Bedingungen. Das Schmalblättrige Wollgras übersät im Frühsommer die Nasswiesen; des Weiteren finden sich der Fieberklee und das Sommer-Adonisröschen auf besonders feuchten Wiesen. Im Spätsommer kann im Schutzgebiet noch das unauffällige Efeu-Moorglöckchen entdeckt werden, welches in Baden-Württemberg aufgrund des Niederschlagsreichtums im Mittleren Schwarzwald und der wenig intensiven Nutzung der Wiesen durch Mahd hier noch ihren einzig verbliebenen Lebensraum hat.

## Wandern
Durch das Gebiet führt der Kandelhöhenweg, ein Fernwanderweg des Schwarzwaldvereins. Das Wanderheim Kreuzmoos liegt westlich nahe der nördlichen Schutzfläche.